# Wilhelm Rediess
Friedrich Wilhelm Rediess (Heinsberg, 10 ottobre 1900 – Oslo, 8 maggio 1945) è stato un generale tedesco delle SS, fu comandante delle SS e della Polizia in Norvegia durante la seconda guerra mondiale, fu anche comandante di tutte le truppe delle SS stazionate in Norvegia dal 22 giugno 1940 alla sua morte.

## Biografia
Rediess nacque ad Heinsberg in Prussia allora parte dell'Impero tedesco, da un impiegato di tribunale. Dopo aver finito gli studi, intraprese un lavoro da elettricista. Nel giugno 1918, si arruolò nell'Esercito imperiale tedesco combattendo nella fanteria fino alla fine della prima guerra mondiale nel novembre 1918. In seguito riprese il suo lavoro da elettricista fino a quando non perse il suo lavoro a causa della Grande depressione del 1929.
nel maggio 1925 si iscrisse alle SA e nel dicembre dello stesso anno entrò a far parte del Partito Nazionalsocialista Tedesco dei Lavoratori dopo che la sua richiesta di iscrizione fu accettata. Nel 1927 diresse una compagnia di SA a Düsseldorf e nel 1930 fu trasferito nelle SS con tutta la sua unità. In quegli anni scalò rapidamente i vertici delle SS fino a raggiungere il grado di Gruppenführer (Tenente generale). Ad un certo momento servì come comandante di divisione della SS-Oberabschnitt Südost.
Agli inizi della seconda guerra mondiale Rediess fu responsabile dell'implementazione delle leggi razziali tedesche in Prussia, supervisionando la deportazione degli ebrei dalla Prussia Orientale. Gli fu affidato anche il compito di eradicare 1558 ebrei con malattie mentali. In questo compito prese in prestito i Gaswagen e personale da altre unità delle SS, offrendo a ogni militare un premio di 10 marchi per ogni ebreo ucciso. Per portare a termine questo compito impiegò 19 giorni ma infine rifiutò i pagamenti agli uomini coinvolti.
in seguito all'Invasione tedesca della Norvegia fu trasferito nello staff del Reichskommissar Josef Terboven. Nel marzo 1941, diversi dispacci riportarono episodi di un largo numero di donne norvegesi messe incinte da soldati tedeschi, Rediess implementò il programma del Lebensborn in Norvegia. Questo programma incoraggiava il produzione di bambini ariani "razzialmente puri" usando le generazioni delle truppe delle SS. Alla fine nacquero 8000 bambini sotto gli auspici di questo programma, rendendo la Norvegia seconda nella registrazione di nascite ariane dopo la Germania durante la seconda guerra mondiale.
Rediess si suicidò sparandosi in seguito al collasso e alla resa della Germania nazista l'8 maggio 1945 mentre si trovava ancora in Norvegia. I suoi resti furono distrutti quando anche Josef Terboven si suicidò facendosi esplodere con 50 chilogrammi di dinamite in un bunker di un accampamento a Skaugum lo stesso giorno.